# Hasta el fin del mundo (programa de televisión)
Hasta el fin del mundo es la adaptación española del reality show de aventuras Race Across the World, emitido en La 1 de TVE. El programa es conducido por Paula Vázquez desde las distintas localizaciones.

## Formato
Celebrities de ámbitos como la cultura, el deporte o la televisión deben recorrer una ruta extensa a través de América Latina sin utilizar aviones ni dispositivos electrónicos, como teléfonos móviles o GPS. Deben viajar únicamente por tierra o mar, con un presupuesto limitado.

## Primera edición (2026)

### Concursantes
| Concursante        | Edad | Procedencia | Conocido/a por…          | Información | Clasificación |
| ------------------ | ---- | ----------- | ------------------------ | ----------- | ------------- |
| Alba Carrillo      | 38   | Madrid      | Modelo                   |             |               |
| Cristina Cifuentes | 61   | Madrid      | Expolítica               |             |               |
| Aldo Comas         | 40   | Barcelona   | Productor de cine        |             |               |
| José Lamuño        | 38   | Asturias    | Actor                    |             |               |
| Andrea Compton     | 30   | Madrid      | Influencer               |             |               |
| Jedet              | 33   | Gerona      | Influencer               |             |               |
| J Kbello           | 27   | Cádiz       | Cantante                 |             |               |
| Nia Correia        | 31   | Las Palmas  | Cantante                 |             |               |
| Rocío Carrasco     | 48   | Madrid      | Personalidad televisiva  |             |               |
| Anabel Dueñas      | 39   | Córdoba     | Cantante                 |             |               |
| Yolanda Ramos      | 56   | Barcelona   | Humorista                |             |               |
| Ainoa Olivares     | TBA  | Barcelona   | Sobrina de Yolanda Ramos |             |               |